# Полицейский Азулай
«Полицейский Азулай» (ивр. השוטר אזולאי‎) — израильская кинокомедия Эфраима Кишона, вышедшая на экран в 1971 году. Лауреат «Золотого глобуса» и номинант на «Оскар» за лучший фильм на иностранном языке.

## Сюжет
Авраам Азулай — мягкосердечный, верующий человек и заботливый муж. Он убеждён: не надо задавать себе вопрос, веришь ли ты в Бога, надо жить так, чтобы Бог верил в тебя. Но этот добрый человек — скверный полицейский. Он то отпускает из жалости молоденькую проститутку, попавшуюся во время облавы, то принимает за арабского террориста местного уголовного «авторитета», и по истечении 20 лет службы его не собираются на ней оставлять, хотя для него уйти из полиции равносильно смертному приговору. И тогда преступный мир Яффо, где он служит и где его успели узнать и привыкнуть, устраивает специально для него преступление, которое он сможет раскрыть и остаться на службе в полиции…

## В ролях

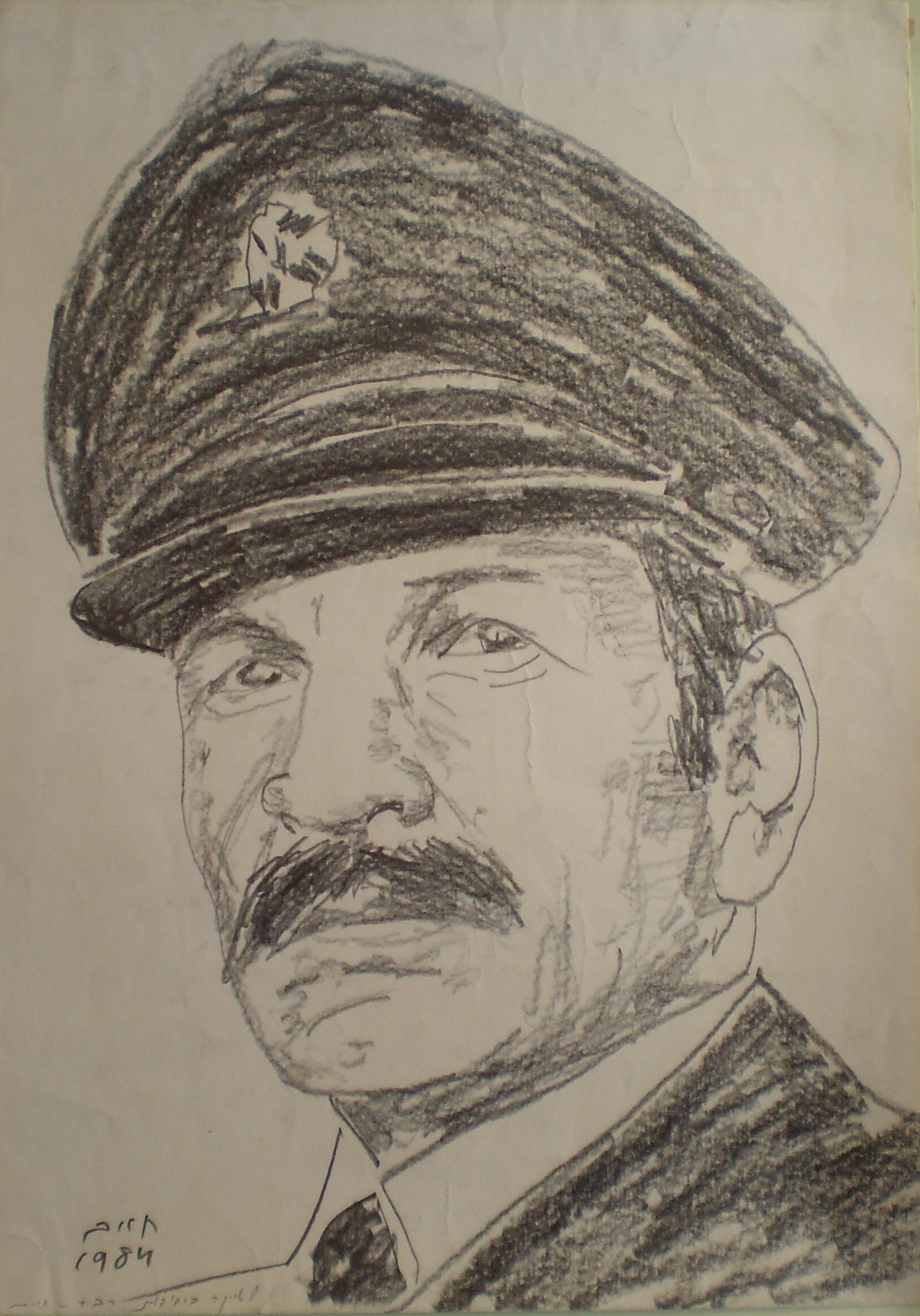
Шайке Офир в роли Азулая, рисунок Хаима Тополя

| Актёр           | Роль                     |
| --------------- | ------------------------ |
| Шайке Офир      | Авраам Азулай            |
| Захрира Харифай | Бетти Азулай             |
| Авнер Хезкияху  | Капитан Лефкович         |
| Ицко Рахманинов | Старший сержант Бехерано |
| Йосеф Шилоах    | Амар                     |
| Ница Шауль      | Мими                     |
| Габи Амрани     | Йеменец                  |
| Арье Ицхак      | Цион                     |
| Авраам Селектар | Кактус                   |
| Эфраим Стан     | Горовиц                  |
| Яаков Банай     | Дядя Машиах              |
| Арье Элиас      | Альберт                  |

## Съёмочная группа
- Режиссёр — Эфраим Кишон
- Сценарист — Эфраим Кишон
- Продюсеры — Эфраим Кишон, Ицик Коль
- Композитор — Нурит Гирш
- Текст песни — Эхуд Манор
- Оператор — Давид Гурфинкель

## Награды и номинации
- «Золотой глобус» за лучший иностранный фильм — победа (1972); второй «Золотой глобус» в карьере режиссёра и сценариста Эфраима Кишона после фильма «Салах Шабати»
- «Оскар» за лучший фильм на иностранном языке — номинация (1972)

Фильм также удостоен наград на фестивалях в Монте-Карло, Барселоне и Атланте.

## Культурное влияние
Песня Нурит Гирш на слова Эхуда Манора «Баллада о полицейском», впервые прозвучавшая в «Полицейском Азулае», на протяжении десятилетий была неофициальным гимном полиции Израиля. Однако в 2009 году было решено, что больше она таким статусом обладать не будет, поскольку в фильме создан негативный образ полиции.